# إدارة الحياة المجتمعية

## إدارة الحياة المجتمعية
```
تعتبر إدارة الحياة المجتمعية (ACL) جزءًا من 
وزارة الصحة والخدمات البشرية (الولايات المتحدة)
```

. يرأسها مسؤول البرنامج، الذي يقدم تقاريره مباشرة إلى وزير الصحة والخدمات الإنسانية في الولايات المتحدة . (HHS) يعمل النائب الرئيسي لمدير ACL كمستشار أول لسكرتير HHS لسياسة الإعاقة.

## التنظيم
```
تم تنظيم ACL لتوفير تنسيق السياسة العامة مع الاحتفاظ بالعمليات البرنامجية الخاصة لتلبية احتياجات كل مجتمع يتم خدمته. ينقسم ACL إلى الوحدات التالية: 
```

•	مكتب المدير
•	-إدارة الشيخوخة (AoA)
•	-إدارة الإعاقة (AoD)
•	-المعهد الوطني لبحوث الإعاقة والحياة المستقلة والتأهيل (NIDILRR)
•	مركز البرامج المتكاملة (CIP)
•	-مركز الإدارة والميزانية (CMB)
•	-مركز السياسات والتقييم (CPE)

## اقرا أيضا
• لجنة الرئيس لذوي الإعاقة الذهنية

## روابط خارجية
- الموقع الرسمي